# Јован Јанковић
Јован Јанковић (Нови Сад, 1745 - Нови Сад, 1821) био је српски трговац, књижар, књигоиздавач и књиговезац.
Наследио је штампарију од брата Емануила Јанковића 1791. године.

## Биографија
Рођен је око 1745. године у Новом Саду као најстарије дете оца Сава, трговца, и мајке Саре. Имао је четири брата - Емануила, Петра, Гаврила и Василија и једну сестру Јелисавету.
Детињство је провео у анонимности грађанског живота. Био је један од знаменитијих чланова породице Јанковић.
Његово име први пут се помиње 1782. године, када му је отац преминуо а он наследио његову трговачку радњу. Тада је примљен за грађанина као трговац воском.
После очеве оставштине, која није била велика, свој део наследства уложио је у послове радње. Готово од првих дана своје трговачке каријере бавио се и продајом књига свог брата Емануила. То се може видети на насловној страни "Физическог сочињенија" из 1787. године где је Емануил Јанковић додао белешку да се књига може набавити и у Новом Саду "код господара Јована Јанковича".
Често је био суочен са финансијским неприликама, издржавао је велику породицу као и своју браћу.
Са 40 година је био ожењен и имао четворо деце.
Преминуо је 1821. године.
У тестаменту из новембра 1821. године који је судски оверен 26. априла 1822. године, изразио је жељу да буде сахрањен у Новом Саду, код Саборне цркве, како је то вероватно и учињено.

## Рад у штампарији
После смрти свог брата Емануила преузима и његову штампарију коју води заједно са својим сином Павлом.
Од 1792. године до 1821. године улаже велике напоре у оспособљавање штампарије у Новом Саду, мада је у дужем низу година успео да приреди за објављивање тек неколико ситнијих и данас углавном недовољно приступачних публикација.
Томе је допринела и забрана штампања књига на ћирилици. Било му је дозвољено да штампа књиге само на немачким и латинским словима. Исту ту забрану имао је још и његов брат Емануил, јер је монопол над штампањем српских књига имао штампар Курцбек из Беча. Курцбек је ту дозволу добио од Јозефа II.
Држећи се ове обавезе Јанковић је 1819. године штампао извештај новосадске гимназије на латинском језику са следећим импресумом:" Neoplantae,Tipis Joannis Jankovics,Regii privil. Typographi"
Међутим, није доживео да се режим у односу на штампарију у било чему измени.
Познат је један летак из 1804. године који је штампан у његовој штампарији на српском језику што показује да је штампарија Јанковић располагала и ћириличним словима.
Јован Јанковић је за свога живота успоставио пословне и пријатељске везе са многобројним угледним савременицима међу којима је био и Вук Стефановић Караџић.
Његова радња је била најстарија књижарница у Новом Саду. Био је промовисан као угледан Новосађанин а био је и један од добротвора гимназије у Новом Саду.

## Штампарија за време Павла Јанковића
Штампарију је наследио његов син Павле, који је водио послове у штампарији за време док му је отац био жив.
Павле Јанковић је био један од ретких пословних људи у књижарским пословима који је успео да се обогати али и да изда многе преводе и дела значајних писаца међу којима посебно место заузимају дела Платона Атанацковића и Милована Видаковића.
Дуго после очеве смрти, Павле је водио штампарију под истим оним стегама које су постојале и раније.
Године 1822. Павле је изјавио да "његова штампарија не израђује књиге него позоришне цедуље, цедуље којима се посведочава исповест, цедуље за игранке, као и друге ситнице".
У таквим, немогућим околностима, рад у штампарији се није могао развијати. Због тога она није могла задовољавати културне и економске потребе српског народа.
Павле Јанковић одлучује да поднесе молбу за привилегију која би му дозволила штампање књига и новина на ћирилици. Молбу је поднио 1835. године, а одобрење је добио 15. септембра 1836. године.
Овај датум не означава само почетак успона ове штампарије него и почетак размаха издавачке делатности књига и новина на српском језику у Војводини. Биће да је први наслов штампан у новој "типографији" (штампарији) био, књижица стихова Јована Милошевића наставника из Новог Сада (испевани 26. децембра 1836). Био је то "првенац за вечни спомен и памјатник" штампан 15. јуна 1837. године.
Међу књигама које су се од тог времена штампале на ћирилици је и "Преглед битке косопољске" која је штампана 1840. године. У импресуму стоји: У Новом Саду, Писменима Паула Јанковића, Ц.К. прив. Типографија (Скраћеница: "Ц.К. прив." значи царско – краљевска привилегована).
Павле Јанковић је преминуо 1842. године.
Штампарију је наследила његова супруга Катарина која се на издањима потписивала као "удова пок. Павла". Штампарију је 1846. године дала у закуп Јовану Каулицију.
Године 1847. штампарију је продала др Данилу Медаковићу.